# Podanthus
Podanthus là một chi thực vật có hoa trong họ Cúc (Asteraceae).

## Loài
Chi Podanthus gồm các loài: